# Hoyerhagen
Hoyerhagen (plattdeutsch Heierhagen oder Heyerhagen) ist eine Gemeinde der Samtgemeinde Grafschaft Hoya im Landkreis Nienburg/Weser in Niedersachsen.

## Geographie
Von Hoya kommend fließt der Meliorationshauptkanal durch Hoyerhagen Richtung Bruchhausen.

## Geschichte
Ortsnamen
Alte Bezeichnungen des Ortes sind um 1219 Indagine, 1250 Indago comitis, 1282/1288 Indagine, um 1368 Hoyerhagen, 1530 Hoyer Hagen und um 1535 Hoier Hagen.
Die ältere, lateinische Bezeichnung „indago“ des Ortsnamens bedeutet „Hagen“. „Hagen“ kann in Orts- und Flurnamen auf einen eingezäunten Raum, Bezirk wie eine Weide oder ein eingezäuntes Waldstück hindeuten. Bei Hoyerhagen handelt es sich um eine Hagen-Siedlung älteren Datums, genauer um eine grundherrliche Rodeanlage in der Bruchniederung entlang der Syker-Vilsener Geest nordwestlich von Hoya. Die Siedlung geht auf die Grafen von Hoya zurück.

## Politik

### Gemeinderat
Der Rat der Gemeinde Hoyerhagen besteht aus acht Ratsfrauen und Ratsherren. Dies ist die festgelegte Anzahl für die Mitgliedsgemeinde einer Samtgemeinde mit 501 bis 1000 Einwohnern. Die Ratsmitglieder werden durch eine Kommunalwahl für jeweils fünf Jahre gewählt. Die aktuelle Amtszeit begann am 1. November 2021 und endet am 31. Oktober 2026.
Stimmberechtigt im Rat ist außerdem der Bürgermeister.
Die letzte Kommunalwahl am 12. September 2021 ergab das folgende Ergebnis:
| Parteien und Wählergemeinschaften | Anzahl der Sitze | Prozent |
| --------------------------------- | ---------------- | ------- |
| Wählergemeinschaft Hoyerhagen     | 7                | 79,52   |
| SPD                               | 2                | 20,48   |

(Die beiden Parteien haben sich zur Gruppe WG/SPD Hoyerhagen zusammengeschlossen)

### Bürgermeister
Der Bürgermeister ist Carsten Borstelmann (Gruppe WG/SPD Hoyerhagen). Sein Stellvertreter ist Cord Rengstorf (Gruppe WG/SPD Hoyerhagen).

### Wappen
| Wappen von Hoyerhagen | Blasonierung: „Schräg geteilt von Gold und Grün; oben eine wachsende Holländerwindmühle, unten ein springendes weißes Pferd.“ |
| Wappen von Hoyerhagen | Wappenbegründung: Eine Holländerwindmühle mit mehrgeschossigem Unterbau bestimmt das Bild der weiträumigen ländlichen Gemeinde. Die Farben Gold und Schwarz stellen die Beziehung zu den Grafen von Hoya her. Die Pferdezucht, die vorherrschend landwirtschaftliche Struktur der Gemeinde sowie die Verbundenheit mit dem Land Niedersachsen wird durch das weiße Pferd zum Ausdruck gebracht. Das Grün im Wappen nimmt Bezug auf die Felder, Fluren, Wiesen und Wälder. |

## Kultur und Sehenswürdigkeiten

### Geographischer Mittelpunkt Niedersachsens

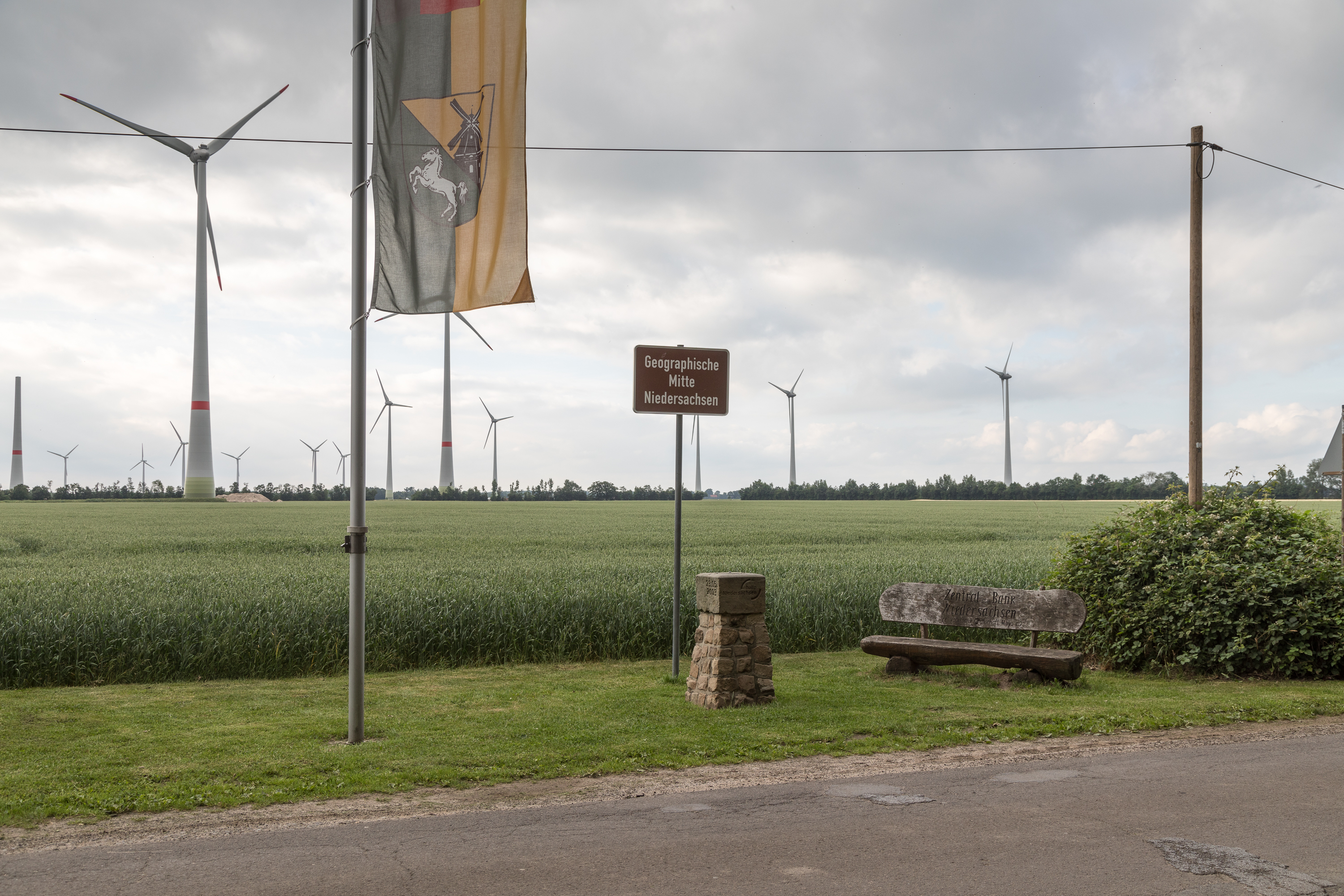
Stein zum geografischen Mittelpunkt Niedersachsens

In der Feldmark von Hoyerhagen liegt der geographische Mittelpunkt Niedersachsens. Die Ausmessung erfolgte 2001. Zur Kenntlichmachung wurde am 23. Mai 2003 ein rund ein Meter hoher Stein gesetzt.

### Baudenkmale
In der Liste der Baudenkmale in Hoyerhagen sind für Hoyerhagen 19 Baudenkmale aufgeführt, darunter
- das Fachwerk-Wohnhaus Am Moorgraben 4 von 1689

#### Kirche

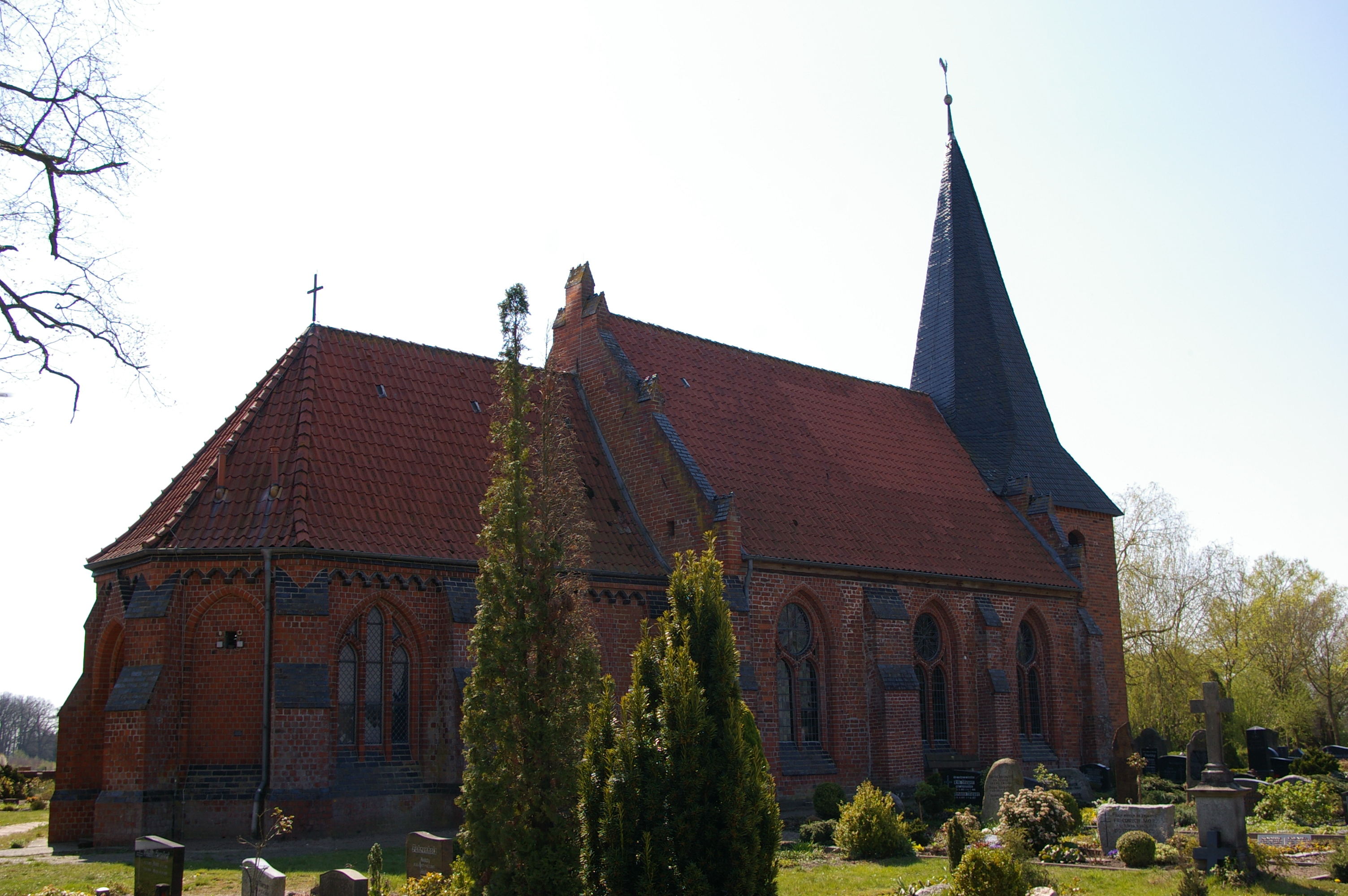
St. Crucis-Kirche

Die evangelische St.-Crucis-Kirche, eine Backsteinkirche, stammt aus dem Mittelalter. Sie gehört zum Kirchenkreis Syke-Hoya und hat eine Furtwängler-Orgel.

#### Jüdischer Friedhof

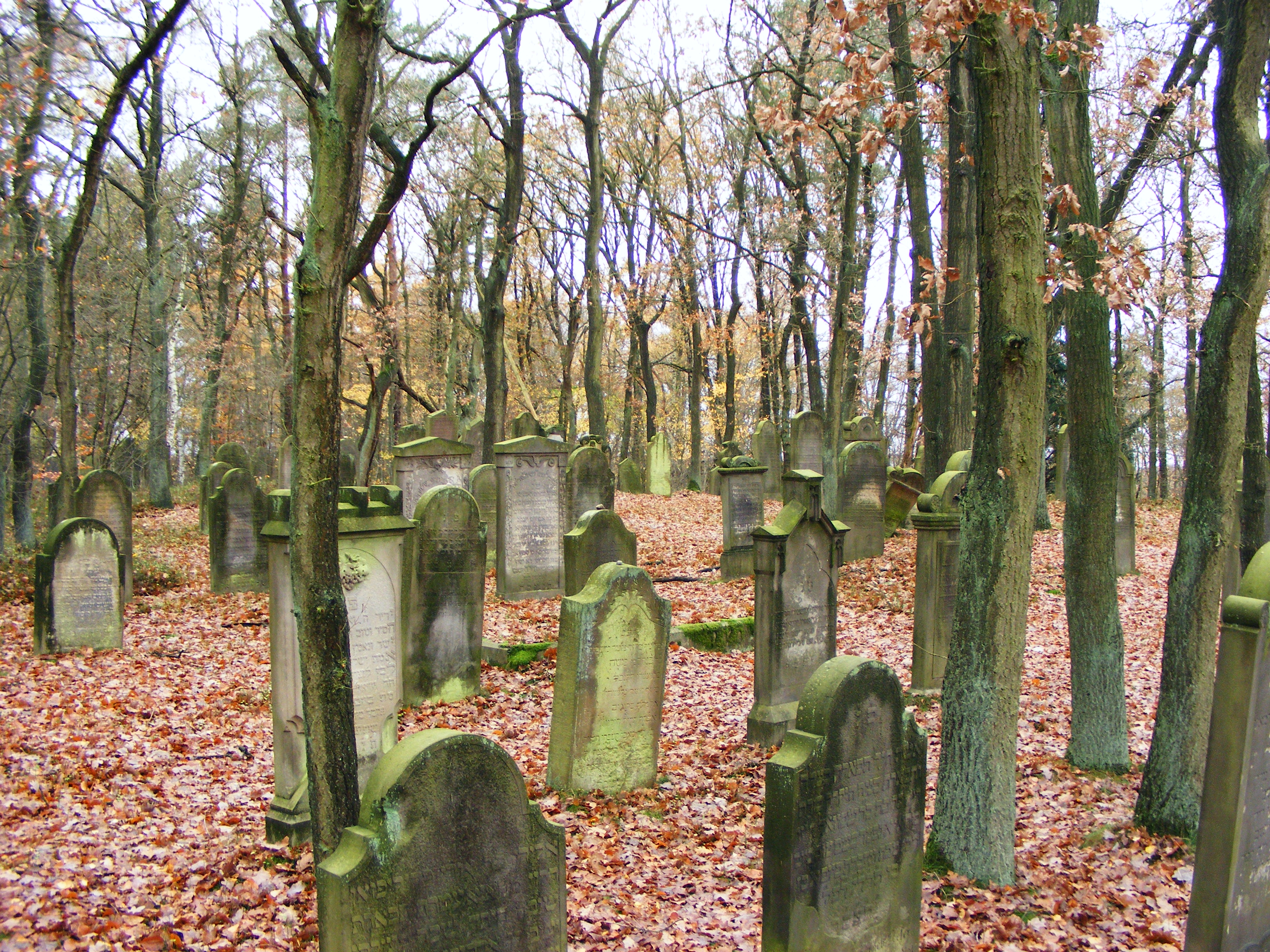
Jüdischer Friedhof Hoyerhagen

In einem Waldstück liegt der jüdische Friedhof Hoyerhagen, der 1714 nicht nur der Synagogengemeinde Hoya als Begräbnisstätte diente. Die letzte Beisetzung fand im Januar 1941 statt. Noch im März 1945 wurde der Friedhof schwer verwüstet und viele der alten Grabsteine entwendet und/oder vernichtet. Die 180 erhalten gebliebenen Steine mit ihren kunstvoll ausgeführten Ornamenten und den individuell gestalteten hebräischen Inschriften weisen auf die kulturhistorische Bedeutung des Hoyerhäger Judenfriedhofes hin.

#### Domäne Memsen

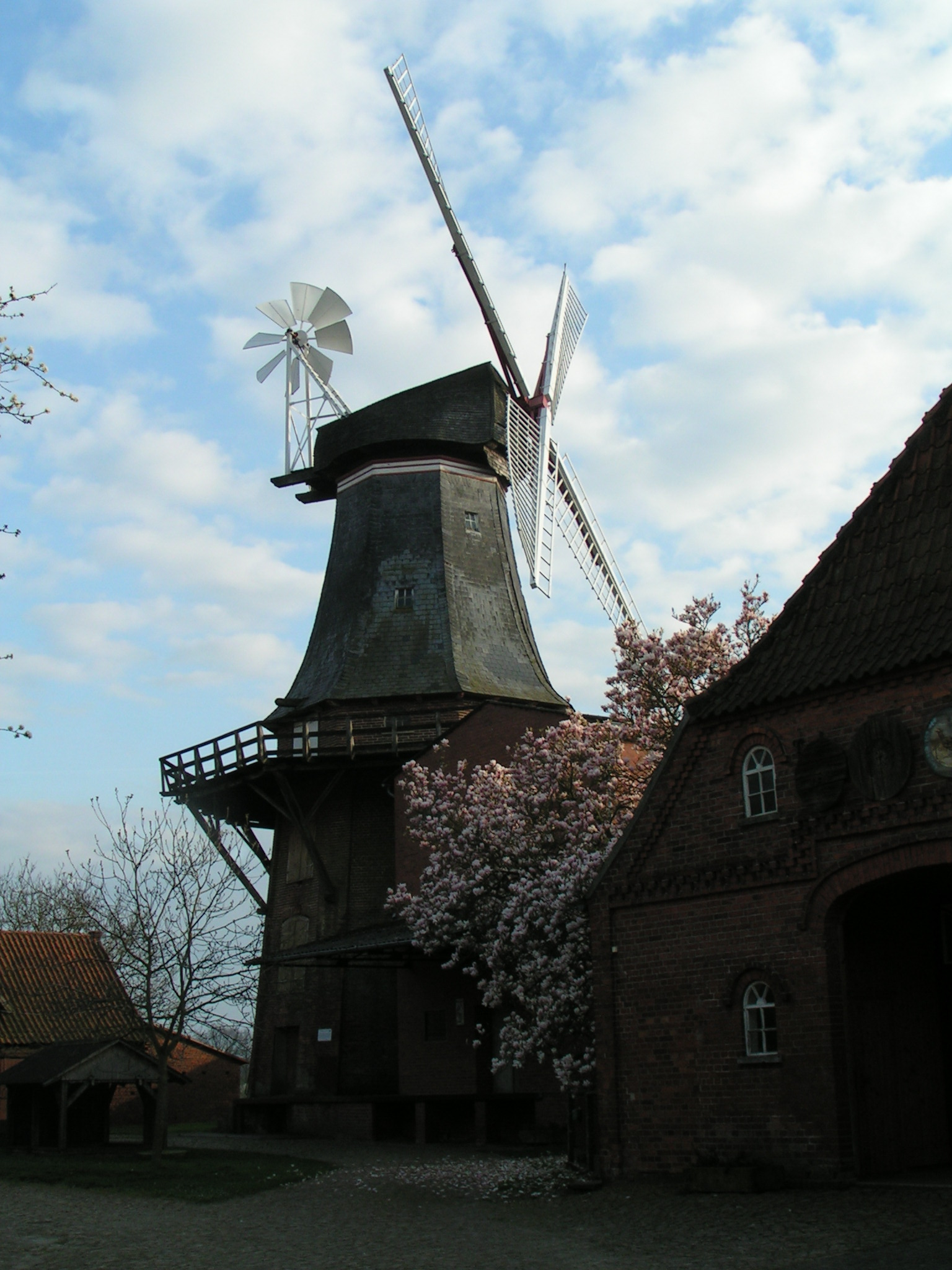
Windmühle Hoyerhagen

Die Domäne Memsen, im südwestlichen Teil Hoyerhagen, wurde erstmals 987 urkundlich erwähnt. Sie war Eigentum des Kollegiatstifts Bücken, dann ein Vorwerk und Gestüt der Grafschaft Hoya 1582 übernahm das Herzogtum Braunschweig-Lüneburg das Gut mit der Zucht von Schimmeln, die weiß geboren werden und keinen Farbwechsel durchlaufen. Die heute dem Land Niedersachsen gehörende Domäne ist seit 1949 an die Wirtschaftsgenossenschaft Deutscher Tierärzte (WDT) verpachtet.

#### Windmühle Hoyerhagen
Die Windmühle Hoyerhagen nördlich vom Zentrum stammt von 1866 und  ist im Wappen von Hoyerhagen enthalten.

## Wirtschaft und Infrastruktur

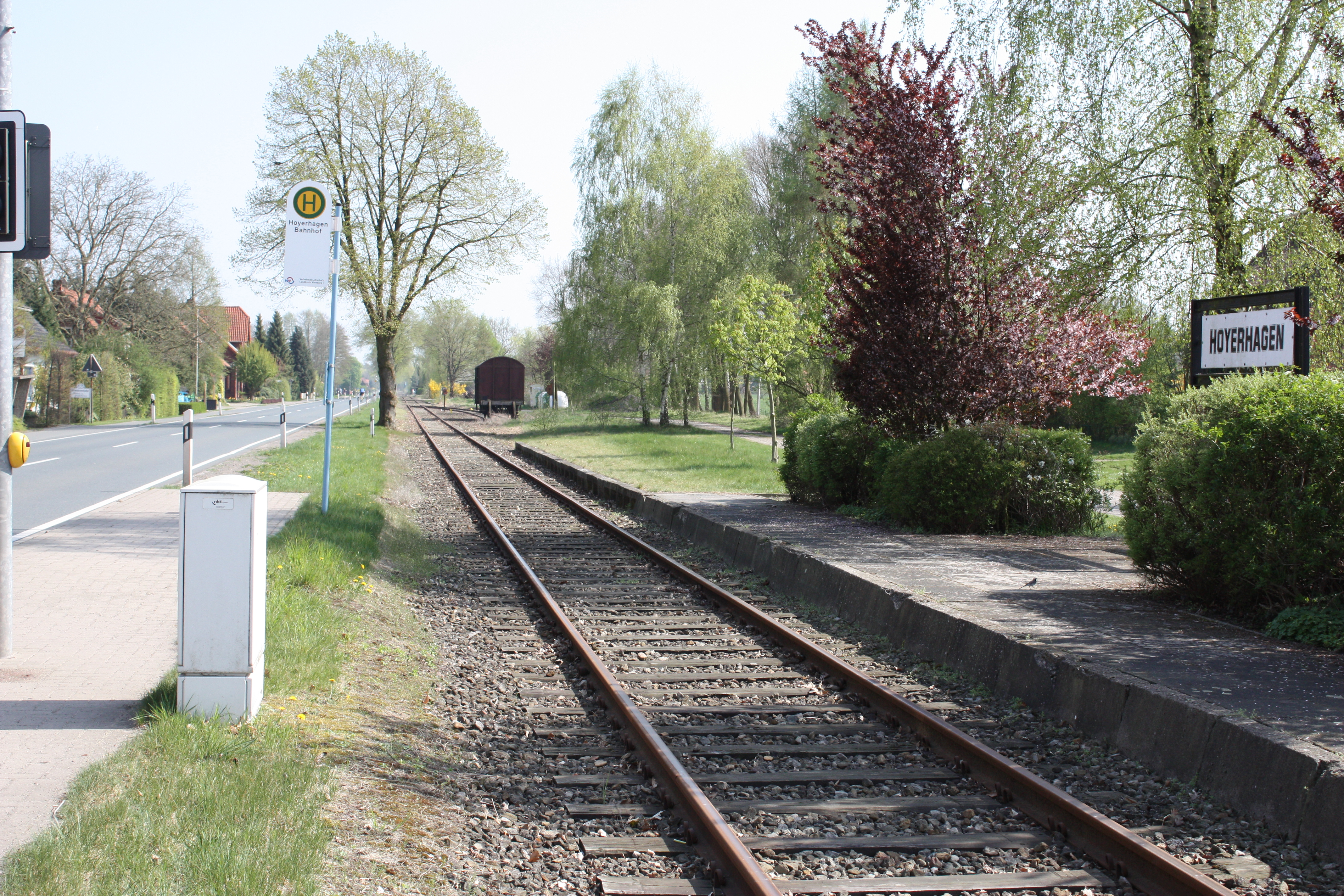
Bahnstation Hoyerhagen

Hoyerhagen liegt an der Bahnstrecke Eystrup–Syke, die im Museumsverkehr befahren wird.